# Life Is Real (Song for Lennon)
Life Is Real (Song for Lennon) è il settimo brano dell'album Hot Space e lato B del singolo Body Language del gruppo musicale britannico Queen. Il brano è a firma di Freddie Mercury ed è dedicato a John Lennon, ucciso l'8 dicembre 1980.

## Descrizione

### Origine ed esecuzioni
Il brano è un omaggio di Mercury a Lennon, ucciso l'8 dicembre 1980. Un altro tributo da parte dei Queen nei confronti del cantautore è stata l'esecuzione di "Imagine" durante i loro concerti dal vivo successivi al suo decesso. Da quando è morto Mercury, Life Is Real viene suonata nei concerti dal vivo soprattutto da May, chitarrista dei Queen, per commemorare anche lui.

### Composizione
Lo stile e i testi di Life Is Real si ispirano molto alle canzoni soliste di Lennon: a livello strumentale, le quattro note che aprono il brano ricordano il suono delle campane all'inizio di "(Just Like) Starting Over" e "Beautiful Boy"; il pezzo, poi, presenta un accompagnamento di tastiera costante e dal tono malinconico, tratto tipico dei brani di Lennon. Per quanto riguarda i testi, il titolo stesso del pezzo si ispira ad un verso del brano "Love" di Lennon, quale: "Love is real".

## Formazione
- Freddy Mercury - voce, cori, tastiera
- John Deacon - basso
- Brian May - chitarra (acustica ed elettrica)
- Roger Taylor - batteria